# 후하이펑

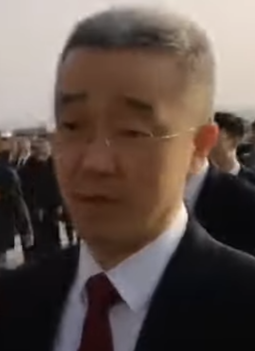

후하이펑(호해봉, 胡海峰, 1972년 11월 6일 ~ )은 중화인민공화국의 정치인이다. 후진타오 전 중국공산당  총서기 (재임: 2002~2012)의 아들이다.

## 약력
1995년에 중국 공산당에 가입하였다. 2005년 중국전국청년연합회 위원, 2008년 베이징의 한국인 사회 우다오커우에 자리한 칭화 퉁팡(淸華同方) 그룹 임원, 2009년~2010년 저장성 칭화 대학 장삼각 연구원 당서기, 원장, 2013년 저장성 자싱시 부서기, 2016년 자싱시 시장, 2018년 저장성 리수이시 서기이다.